# Павлівська вулиця (Київ)
Па́влівська ву́лиця — вулиця в Шевченківському районі міста Києва, місцевість Солдатська слобідка. Пролягає від перетину Гоголівської вулиці та вулиці Володимира Винниченка до вулиці Чорновола. 
Прилучаються вулиці Олександра Кониського, Дмитрівська і Золотоустівська.

## Історія
Вулиця запроєктована у 30-ті роки XIX століття (одна з перших згадок — 1838 року) на Солдатській слобідці. Реально прокладена у 1850-х роках. Простягалася до Золотоустівської вулиці. У 70-х роках XIX століття продовжена до сучасних розмірів. У 1883 році згадується також як Павлівський провулок. У 1900-х роках було побудоване продовження Павлівської вулиці між Гоголівською та Обсерваторною вулицями — Новопавлівська вулиця (тепер — вулиця Володимира Винниченка).
У 1910-1959 роках вулицею пролягала трамвайна лінія від Хрещатика до кінця вул. Керосинної (Шолуденка).
У 1939 році вулицю було об'єднано з Новопавлівською вулицею під назвою вулиця Академіка Павлова, на честь вченого Івана Павлова. Історичну назву вулиці відновлено 1944 року.

## Забудова
За міським розкладом Павлівська вулиця належала до 4-го розряду, 1914 року переведена одразу до 1-го розряду. Забудова переважно складалася з малоповерхових обивательських споруд і окремих промислових підприємств (ковбасна фабрика Бульйона, асфальтовий завод Суського). Значна частина забудови XIX — початку XX століть ще збереглася.
Історичну цінність має будинок № 9, споруджений у 90-х роках XIX століття, він належав особистому почесному громадянинові Василю Яковичу Удовенку. Одноповерхова з підвалом кам'яниця являє собою характерний тип київських особняків кінця XIX століття. У 1943 році, після визволення Києва від німецьких військ, в особняку оселився член Військової ради 1-го Українського фронту Микита Хрущов. Наприкінці 1943 року якось вночі на район було скинуто дві пари бомб, які пошкодили кілька сусідніх будинків. Того ж дня Микита Хрущов виїхав з будинку № 9 та оселився у садибі на вулиці Герцена, 14.
Архітектурну цінність мають прибутковий будинок № 10 та будинок № 13/48, зведений у 1930 році у стилі конструктивізм.

## Видатні люди, пов'язані з Павлівською вулицею
У будинку № 9 у 1943 році мешкав Микита Хрущов. У будинку № 8 проживав художник-графік Володимир Юнг, а у будинку № 10 — графік, професор Художнього інституту Іларіон Плещинський (1892–1961).